# Bugatti Type 49
Bugatti Type 49 — був подальшим розвитком модельного ряду Bugatti Type 44 з типом кузова турер (торпедо), купе. Випускалась на заводі у Мольсаймі впродовж 1930-1934 років у кількості 470 екземплярів. Це була остання модель машин, що розвивались від Type 30. Його замінили новим модельним рядом Bugatti Type 57.

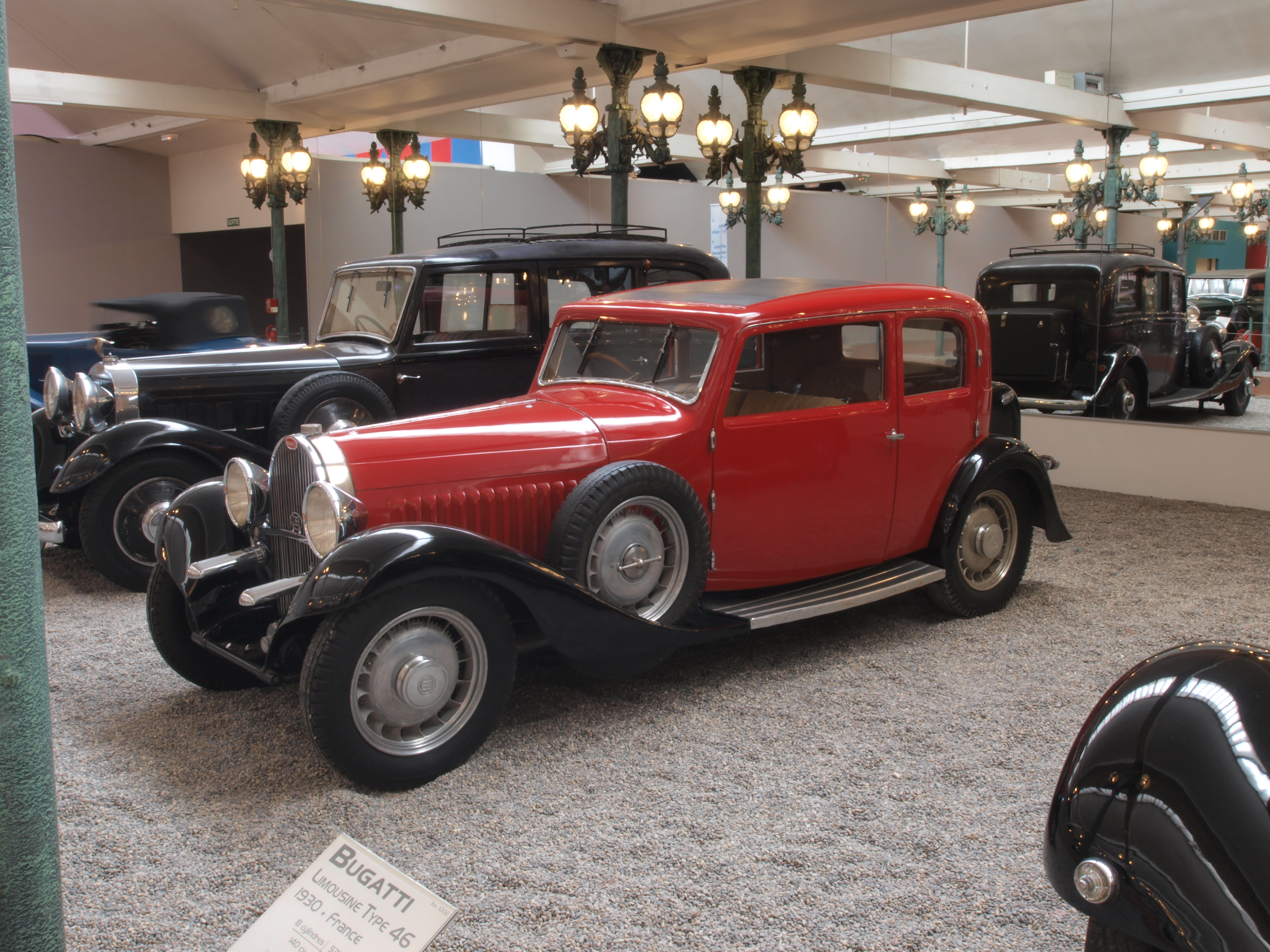
Bugatti Type 49. Купе 1934

Модель була розроблена Е. Бугатті на шасі Type 44 для підтримання комерційного успіху спортивних моделей компанії. У жовтні 1930 її було представлено на Паризькому автосалоні. Вважався поєднанням міського і спортивного автомобілів.
Встановлювали мотор об'ємом 3257 см³ потужністю 105 к.с. (77 кВт) при 4400 об./хв, що складався з двох блоків 4-циліндрових моторів з Type 40А. Розміщений зверху розподільчий вал приводив у дію по три клапани на циліндр. Колінчастий вал дев'ятиопорний. Зчеплення багатодискове. Механічна коробка передач чотирьохступінчаста. Механічні гальма мали привід на всі колеса. шини 29×5. Швидкість на прямій передачі становила 140 км/год. Рама виготовлялась з двійною колісною базою 3120 мм та 3220 мм.